# Massimo Nava
Massimo Nava (Milano, 29 marzo 1950) è un giornalista e scrittore italiano.

## Biografia
Nato a Milano nel 1950, ha cominciato giovanissimo la professione, dopo l'esperienza del giornale del Liceo Ginnasio Giuseppe Parini, La Zanzara, nel 1969 è entrato come cronista alla redazione di Avvenire di Milano.
Dopo aver compiuto un lungo viaggio di studi negli Stati Uniti all'epoca del Watergate, inviando corrispondenze al quotidiano milanese, nel 1976 si è laureato in lettere e filosofia all'Università statale di Milano con una tesi su Stereotipi e pregiudizi nelle comunicazioni di massa.
Nel 1975 fa il suo ingresso al Corriere della Sera come redattore nella cronaca milanese. Successivamente è stato inviato speciale e corrispondente di guerra, dall'Asia all'Africa, dai Balcani all'ultimo conflitto in Iraq. Fra i suoi reportage più importanti, la caduta del Muro di Berlino, la riunificazione tedesca, la guerra nella ex Jugoslavia, il genocidio in Ruanda, i massacri di Timor Est, la guerra civile in Somalia, il conflitto in Iraq. Ha scritto anche importanti inchieste sulla società italiana, il terrorismo degli anni di piombo, i problemi del Mezzogiorno, seguendo in particolare i fenomeni della mafia e della camorra, la ricostruzione dopo il terremoto, il sequestro Cirillo. A Palermo, ha fatto l'unica intervista concessa da Salvo Lima, poco prima della sua uccisione.
Nel 1982 ha vinto il Premiolino per i reportage da Napoli sul fenomeno della camorra. Nel 1984 ha vinto il premio l'"Altra Napoli" per i reportage sugli aspetti positivi della società civile e dell'economia napoletana.
Nel 2001 è stato nominato corrispondente per il Corriere della Sera da Parigi, e in seguito editorialista di politica internazionale con base Parigi.
Con il poeta libanese Adonis è autore di Polvere di Bagdad, dramma teatrale per la regia di Maurizio Scaparro, andato in scena in diversi teatri italiani e interpretato da Massimo Ranieri ed Eleonora Abbagnato nel 2009.
Nel 2014 viene insignito del Premio letterario la Tore Isola d'Elba che avevano già vinto Andrea Camilleri, Andrea Vitali e Aldo Cazzullo tra gli altri, e che gli viene consegnato in piazza della Chiesa a luglio a Marciana Marina. 
Vive fra Parigi, Milano e Roma. Tiene seminari di politica internazionale alla Luiss Guido Carli. 

## Premi e riconoscimenti
- 1982 - Premiolino[6] per i reportage da Napoli sul fenomeno della camorra
- 1984 - Premio l'"Altra Napoli" per i reportage sugli aspetti positivi della società civile e dell'economia napoletana
- 2014 - Premio letterario La Tore Isola d'Elba per Infinito amore. La passione segreta di Napoleone.
- 2025 - È stato nominato dal Presidente della Repubblica Francese nell’Ordine nazionale della Légion d’honneur, al grado di Ufficiale.[7]

## Opere

### Saggi
- Germania Germania. Dalla notte del Muro alla Riunificazione, Milano, Mondadori, 1990, ISBN 978-88-043-3620-4.
- Carovane d’Europa. Assedio di massa: africani, albanesi, jugoslavi, polacchi, russi, Milano, Rizzoli, 1992, ISBN 88-178-4178-1.
- Kosovo: c’ero anch’io. Un'apocalisse di fine millennio, Collana Superbur saggi, Milano, BUR, 1999, ISBN 88-172-5847-4; II ed. aggiornata, BUR, 1999.
- Milosevic. La tragedia di un popolo, Milano, Rizzoli, 2001, ISBN 88-178-6267-3.
- Imputato Milosevic. Il processo ai vinti e l'etica della guerra, Roma, Fazi, 2002, ISBN 978-88-811-2355-1.
- Vittime. Storie di guerra sul fronte della pace, fotografie di Livio Senigalliesi, prefazione di Claudio Magris, Roma, Fazi, 2004, ISBN 978-88-811-2605-7.
- Il francese di ferro. Sarkozy e la sfida della nuova Francia, Torino, Einaudi, 2007, ISBN 978-88-061-8605-0. [Sarkozy, l’homme de fer, Michalon 2007, ISBN 978-28-418-6401-0]
- in AA.VV., Désir de France, Michalon, 2007.
- Il garibaldino che fece il Corriere della Sera. Vita e avventure di Eugenio Torelli Viollier, Milano, Rizzoli, 2011, ISBN 978-88-170-4750-0.
- in AA.VV., 1989. Il crollo del Muro di Berlino e la nascita della nuova Europa', Milano, RCS-Corriere della Sera, 2014.
- Storia della Germania dopo il Muro. Dall'Unificazione all'egemonia in Europa, Prefazione di Sergio Romano, Collana La Storia · Le Storie, Milano, BUR-Rizzoli, 2020, ISBN 978-88-171-4850-4.
- Angela Merkel. La donna che ha cambiato la storia, Collana Saggi italiani, Milano, Rizzoli, 2021, ISBN 978-88-171-5952-4.
- Quella sera in galleria, come nacque il Corriere della Sera, Milano, Solferino, 2023, ISBN 978-88-282-1133-4.

### Romanzi
- La gloria è il sole dei morti, Milano, Ponte alle Grazie, 2009, ISBN 978-88-622-0028-8.
- Gobetti. Una storia d'amore e sacrificio, Milano, Fabbri Editori, 2014, ISBN 978-88-915-0905-5.
- Infinito amore. La passione segreta di Napoleone, Milano, Mondadori, 2014, ISBN 978-88-046-4041-7.
- Il mercante di quadri scomparsi, Collana Omnibus, Milano, Mondadori, 2016, ISBN 978-88-046-6424-6.
- Le nu au coussin bleu, Editions des Falaises, 2017, ISBN 978-28-481-1329-6. [ispirato al quadro Nudo disteso con cuscino blu di Amedeo Modigliani ]
- Il boss è immortale, Collana Omnibus, Milano, Mondadori, 2018, ISBN 978-88-046-8877-8.

### Altre Opere
- Milan Chic, Milano, Assouline, 2022, ISBN 978-16-498-0111-1.
- Lake Como Idyll, Milano, Assouline, 2023, ISBN 978-16-498-0201-9.